# Граус
Граус (ісп. Graus) — муніципалітет в Іспанії, у складі автономної спільноти Арагон, у провінції Уеска. Населення — 3665 осіб (2009).
Муніципалітет розташований на відстані близько 390 км на північний схід від Мадрида, 60 км на схід від Уески.
На території муніципалітету розташовані такі населені пункти: (дані про населення за 2009 рік)
- Абеносас: 1 особа
- Агілар: 2 особи
- Агіналью: 29 осіб
- Бельєстар: 42 особи
- Бенавенте-де-Арагон: 29 осіб
- Сентенера: 21 особа
- Ехеп: 17 осіб
- Граус: 2924 особи
- Гуель: 20 осіб
- Хусеу: 38 осіб
- Панільйо: 77 осіб
- Пано: 3 особи
- Ла-Пуебла-де-Фантова: 147 осіб
- Ла-Пуебла-дель-Мон: 3 особи
- Пуейо-де-Маргільєн: 33 особи
- Ель-Солер: 22 особи
- Торре-де-Есера: 34 особи
- Торре-де-Обато: 16 осіб
- Торрелабад: 16 осіб
- Торрес-дель-Обіспо: 169 осіб
- Лас-Вентас-де-Санта-Лусія: 57 осіб
- Ла-Тоскілья: 0 осіб

## Демографія
Динаміка населення (INE ):